# ヴァルティスラフ4世 (ポメラニア公)

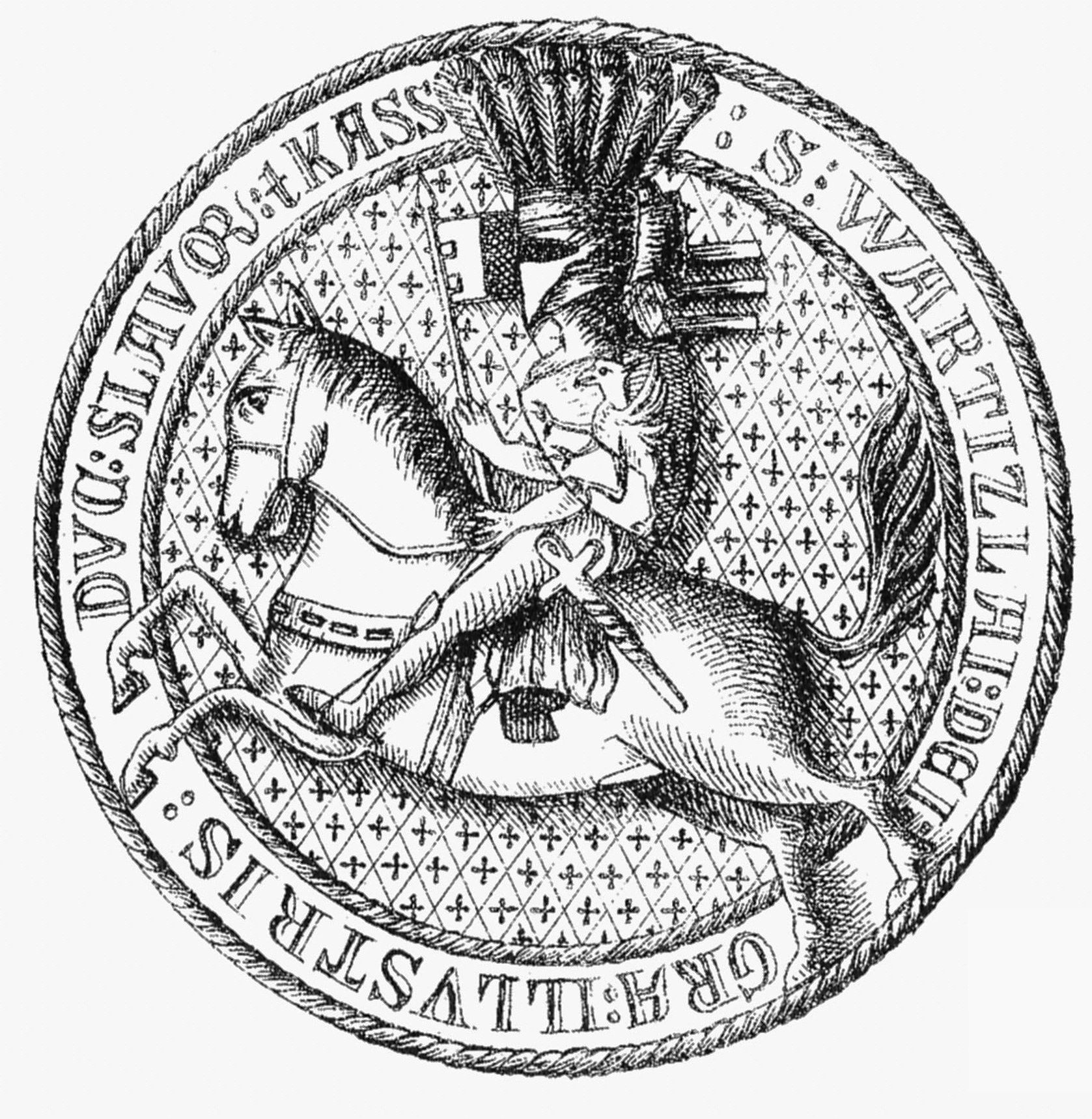
ヴァルティスラフ4世のシール（1309年）

ヴァルティスラフ4世（ドイツ語：Wartislaw IV., 1290年以前 - 1326年8月1日）またはヴァルチスワフ4世（ポーランド語：Warcisław IV）は、ポメラニア＝ヴォルガスト公（在位：1309年 - 1326年）。

## 生涯
ヴァルティスラフ4世は、ポメラニア公ボギスラフ4世とその妻マルガレーテ・フォン・リューゲン（リューゲン公ヴィスラフ2世の娘）の息子である。ヴァルティスラフにはユッタ、エリザベス、マルガレーテ、オイフェミアという4人の姉妹がいた。
1309年にヴァルティスラフ4世はポメラニア＝ヴォルガスト公となった。短期間（1319年から1320年）、ヴァルティスラフは未成年のブランデンブルク辺境伯ハインリヒ2世の後見人としてブランデンブルクの統治を主導し、1319年9月29日にはノイマルクに対し精霊を公布した。1321年にリューゲン公と相続協定を結び、早くも1325年に効力を発した。リューゲン公領におけるヴァルティスラフの権力掌握は反対なく受け入れられたが、1326年のヴァルティスラフの死によりメクレンブルクとの間に相続をめぐる争いが起こり、ポメラニアが最終的に継承権を主張した。
さらに、1317年にはブランデンブルク辺境伯からポメラニア家の相続財産であるスワブノ＝シュトルプの領地を取得し、東方へ領土を拡大させた。
ベルリンの勝利の並木道のために、アウグスト・クラウスはブランデンブルク辺境伯ハインリヒ2世像の隣の記念碑グループ9の胸像として、ヴァルティスラフ4世の大理石の胸像をデザインし、1900年3月22日に除幕された。

## 結婚と子女
エリーザベト・フォン・リンドー＝ルッピンと結婚し、3子をもうけた。
- ボギスラフ5世（1318年頃 - 1373/4年） - ポメラニア公
- バルニム4世（1325年 - 1365年） - ポメラニア公
- ヴァルティスラフ5世（1326年 - 1390年） - ポメラニア公